# Fucal
Fucals (Fucales) és un ordre dins les algues marrons (classe Phaeophyceae).
La classe Phaeophyceae es troba dins la divisió Heterokontophyta. Aquest nom prové del grec phaios que significa "marró" i phyton que significa "planta".
Les fucals inclouen algunes de les més comunes algues del litoral i tenen l'estructura típica amb circell, estípit i làmina. creixen per divisió de les cèl·lules apicals.
El grup inclou algunes de les algues més comuns del litoral. Destaquen els gèneres Sargassum, dintre del qual trobem per exemple Sargassum vulgare o Iziki, i Fucus, en el qual es poden veure alguns exemples com Fucus spiralis o Fucus vesiculosus.